# Chargoggagoggmanchauggagoggchaubunagungamaugg
Chargoggagoggmanchauggagoggchaubunagungamaugg (Lake Webster) je jezero u SAD-u i dom plemena Chaubunagungamaug, danas članova plemenskog saveza Nipmuc od kojih je jezero Chaubunagungamaug dobilo svoje ime i jedan je od najdužih zemljopisnih naziva na svijetu.

## Opis
Jezero Webster ili Chargoggagoggmanchauggagoggchaubunagungamaugg (  Arhivirana inačica izvorne stranice od 31. listopada 2006. (Wayback Machine)) s površinom od 5,8 km2 nalazi se u okrugu Websteru, i s nekoliko uskih prolaza gotovo podijeljeno na tri dijela. 

## Etimologija
Jezikoslovci smatraju da bi mu ime moglo doći od Manchaug ili Monuhchogok (u značenju "Mjesto za loviti ribu na granici""), plemena Indijanaca i njihovog istoimenog sela koje je bilo locirano uz jezero. Ovo rano selo Nipmuca ipak postoji 1674. istovremeno kada i selo Chachaubunkkakowok ili Chaubunagungamaug, koje označava i ime druge bande Nipmuca, čiji su se potomci održali do danas i zadržali svoje staro ime. Značenje imena ove riječi je "You Fish on Your Side, I Fish on My Side, Nobody Fish in the Middle" ili Ti loviš ribu na svojoj strani, ja lovim na svojoj, na sredini ne lovi nitko.'

## Vanjske poveznice
- Lake Chargoggagoggmanchauggagoggchaubunagungamaugg